# Tetragoneura simplex
Tetragoneura simplex är en tvåvingeart som beskrevs av Edwards 1932. Tetragoneura simplex ingår i släktet Tetragoneura och familjen svampmyggor. Inga underarter finns listade i Catalogue of Life.